# Epicharis parasitica
A Epicharis parasitica, comumente conhecida como mogno amarelo, é uma espécie de árvore da família Meliaceae; cresce principalmente em florestas tropicais e é nativa de Taiwan, partes da Malésia, Papuasia e nordeste de Queensland.

## Descrição
A Epicharis parasitica cresce até 36 m de altura com um diâmetro de tronco de até 60 cm. Pode haver contrafortes, que crescem até 1,5 m de altura e largura. A casca é amarelada a marrom-acinzentada e lisa a escamosa, com lenticelas dispersas.
As folhas compostas são dispostas em espiral nos galhos e medem até 1,5 m de comprimento com até 19 folíolos. Os folíolos têm formato oblongo a ovalado e medem até 19 cm de comprimento por 6 cm de largura, com cerca de 14 nervuras laterais em cada lado da nervura central.
A inflorescência é um racemo de até 30 cm de comprimento, crescendo a partir de saliências no tronco da árvore em um processo chamado caulifloria [en], ou a partir de ramos lenhosos (ramifloria [en]). As flores de aroma doce são brancas ou creme com quatro pétalas. O tubo estaminal branco mede cerca de 15 mm de comprimento e 4 mm de largura.
O fruto é uma cápsula globosa marrom-avermelhada com cerca de 4 a 5 cm de diâmetro. Ele tem até quatro segmentos com uma semente em cada um. As sementes têm cerca de 2 cm de comprimento, são marrom-pretas e têm uma sarcotesta vermelho-alaranjada.

## Taxonomia
Essa espécie foi descrita pela primeira vez pelo naturalista sueco Pehr Osbeck como Melia parasitica e publicada em 1757 em seu livro Dagbok ofwer en Ostindisk Resa aren 1750, 1751, 1752. Desde então, foi descrita mais de 40 vezes por diversos autores que lhe deram vários nomes (veja sinônimos), antes de ser transferida para o gênero Dysoxylum pelo botânico indonésio André Joseph Guillaume Henri Kostermans em 1966. As populações australianas eram conhecidas como Dysoxylum schiffneri.

### Etimologia
O nome do gênero vem do latim dys, que significa “ruim”, e do grego antigo xylon, que significa “madeira”, e refere-se ao odor desagradável produzido por algumas espécies. O epíteto da espécie vem da palavra latina parasiticus, que significa “parasita”, referindo-se à crença errônea inicial de Osbeck de que as flores eram parasitas.

## Distribuição e habitat
A área de distribuição natural do mogno amarelo inclui Taiwan, Filipinas, Bornéu, Sumatra, Java, Sulawesi, Maluku, Timor Leste, Nova Guiné, Arquipélago de Bismarck, Ilhas Salomão e Queensland. Ele cresce em florestas tropicais bem desenvolvidas, inclusive em calcário, em altitudes que vão do nível do mar até cerca de 2.100 m.

## Ecologia
As flores são visitadas por borboletas, um importante polinizador da família. Os gambás e os morcegos também contribuem para a polinização, pois sobem no tronco da árvore em busca de alimento.

## Usos
A Epicharis parasitica tem potencial como árvore de destaque em parques ou jardins em áreas com climas subtropicais ou tropicais.

## Cultivo
Prefere solos ácidos com boa drenagem e sol ou sombra parcial. A espécie pode ser propagada por sementes frescas.

## Galeria

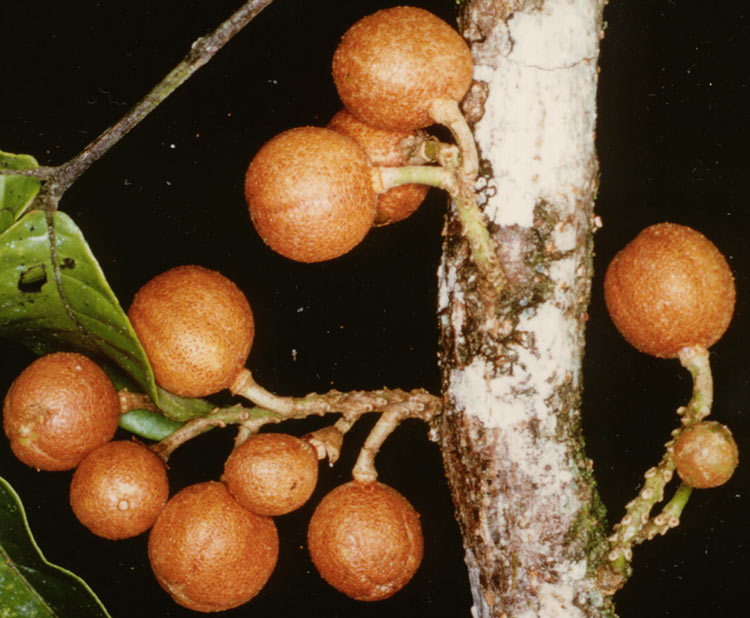
Frutos
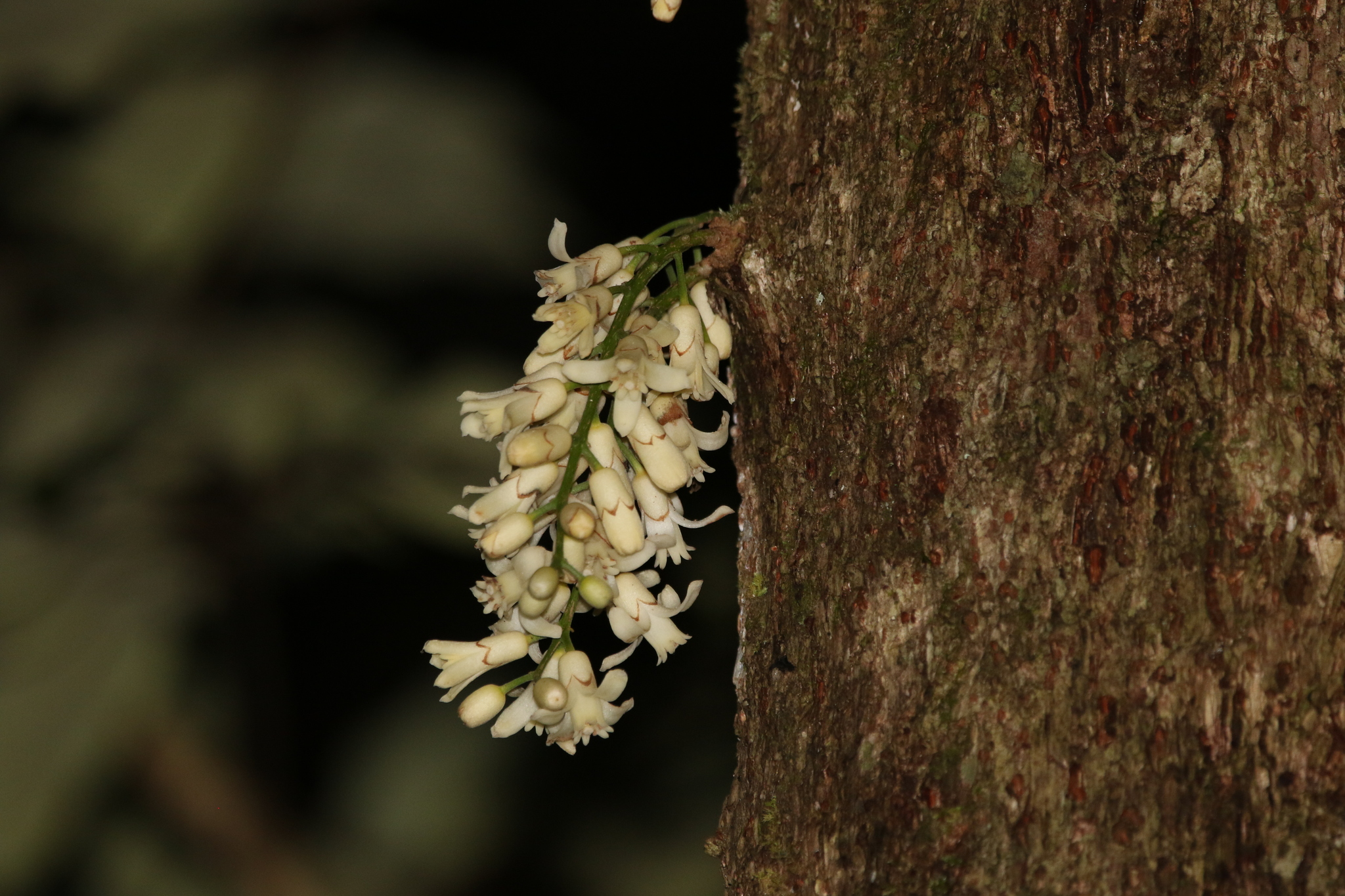
Inflorescência no tronco
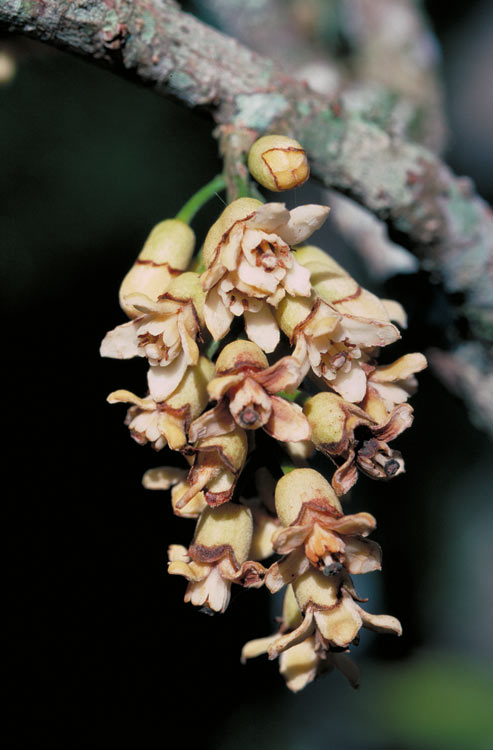
Em um galho
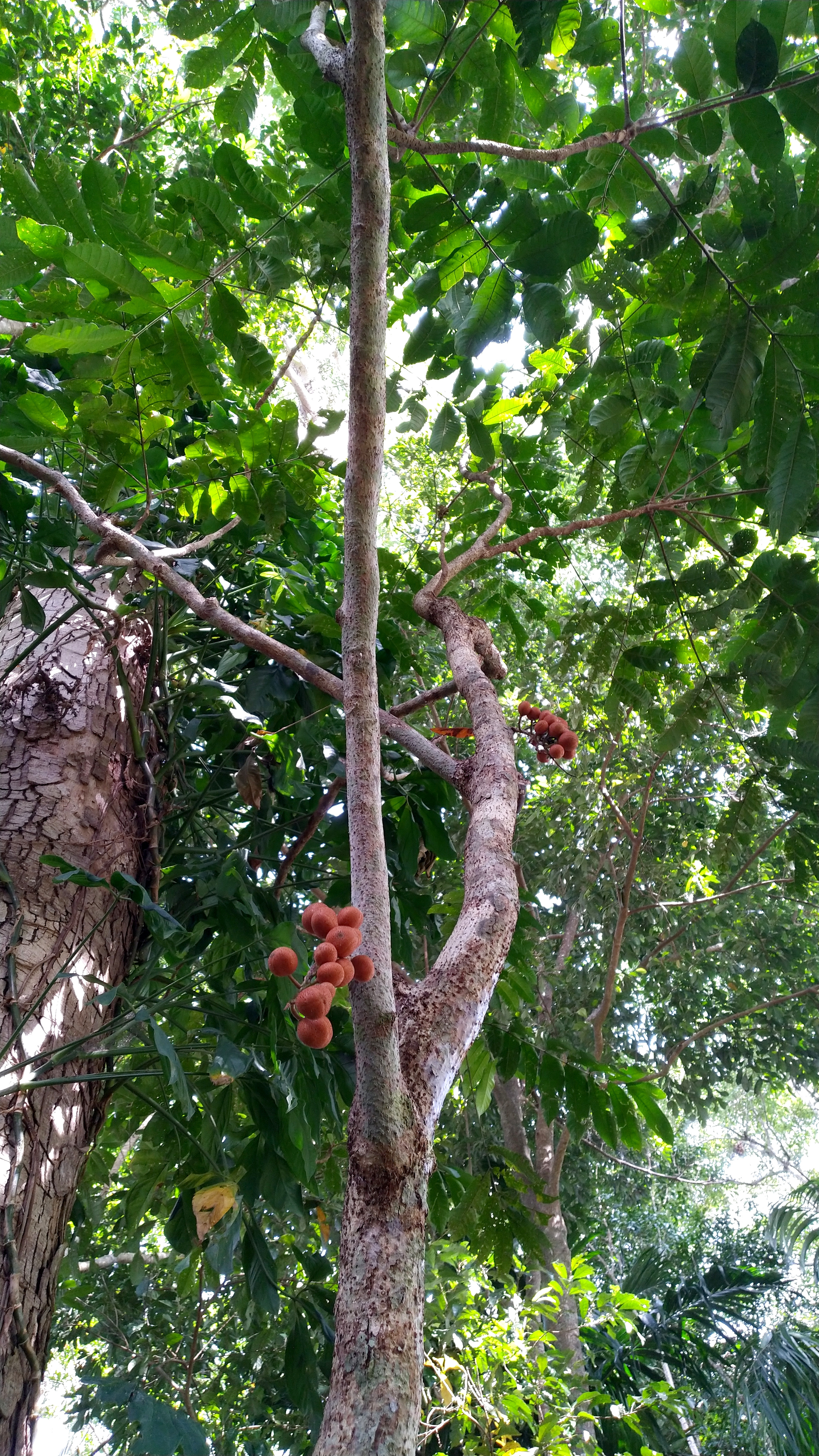
Árvore jovem
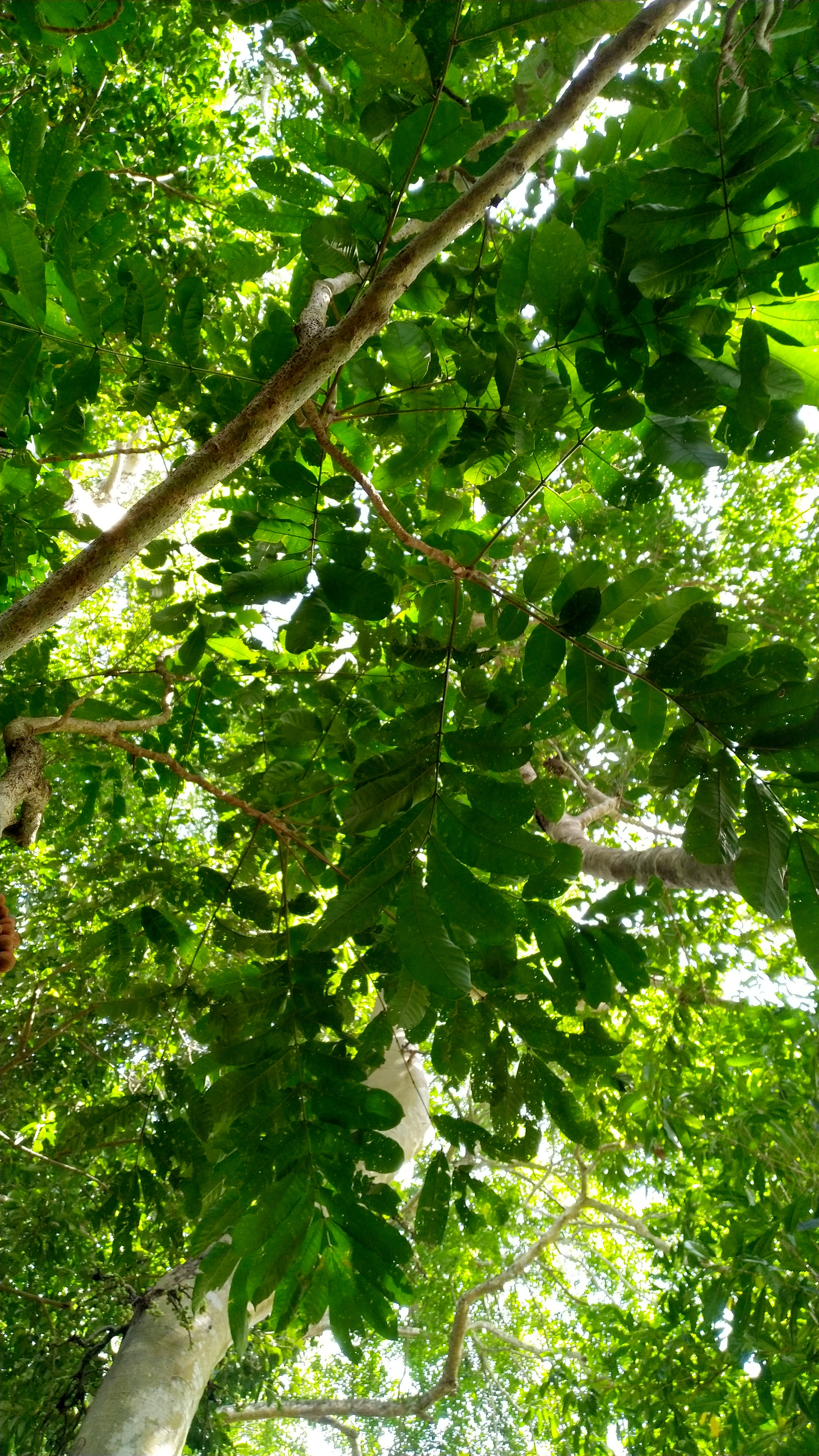
Folhagem
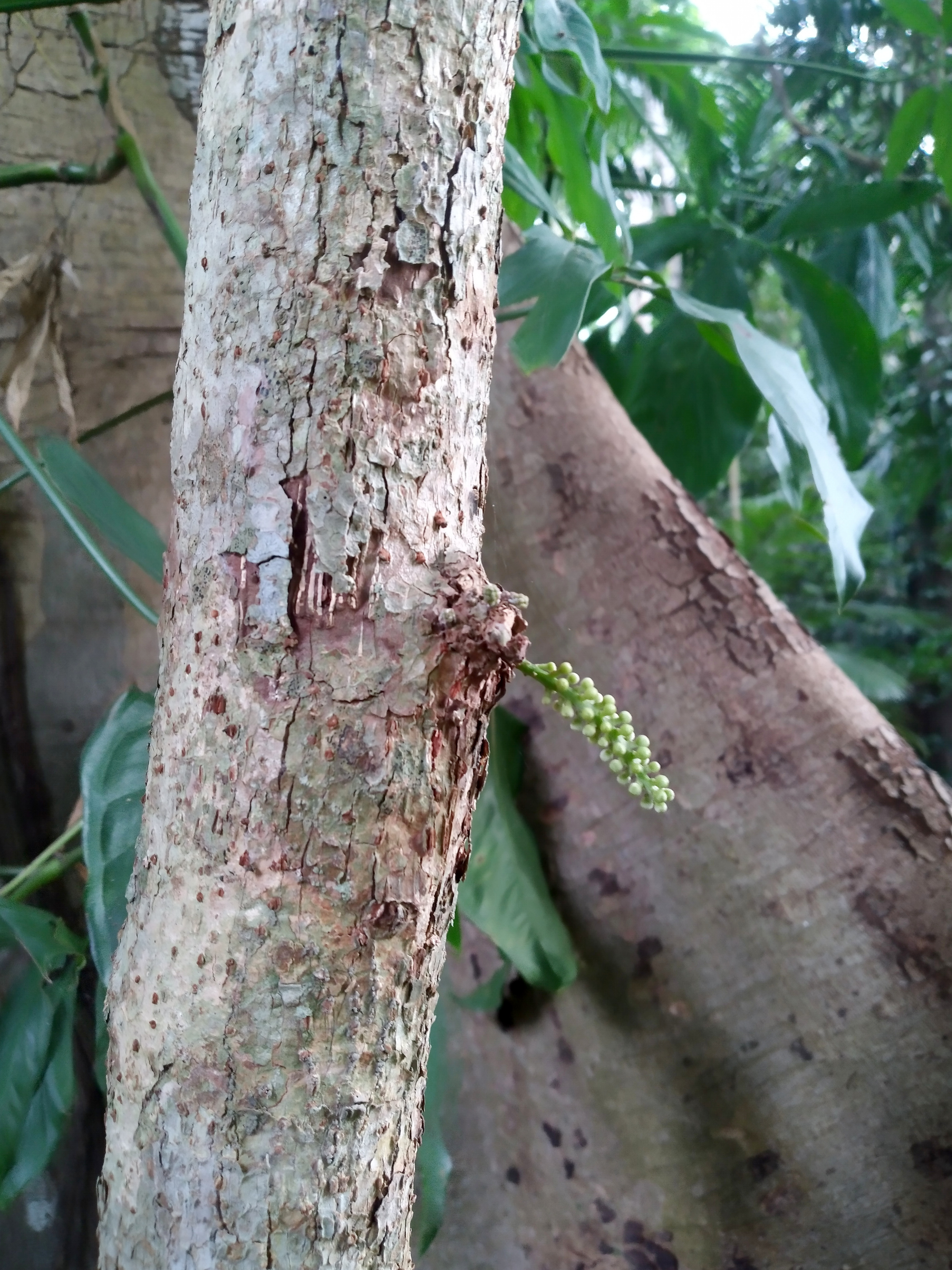
Botões de flores
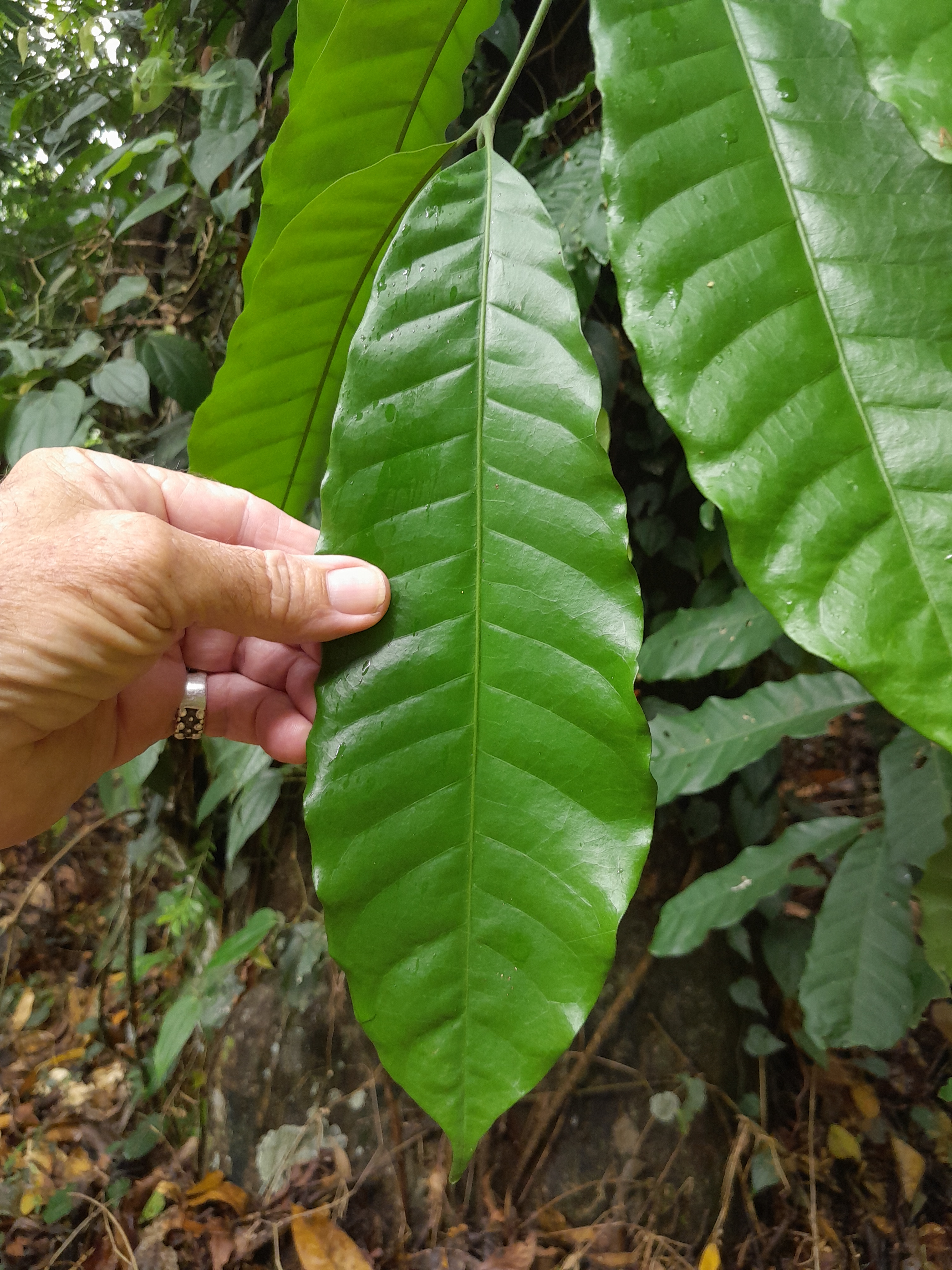
Folhas
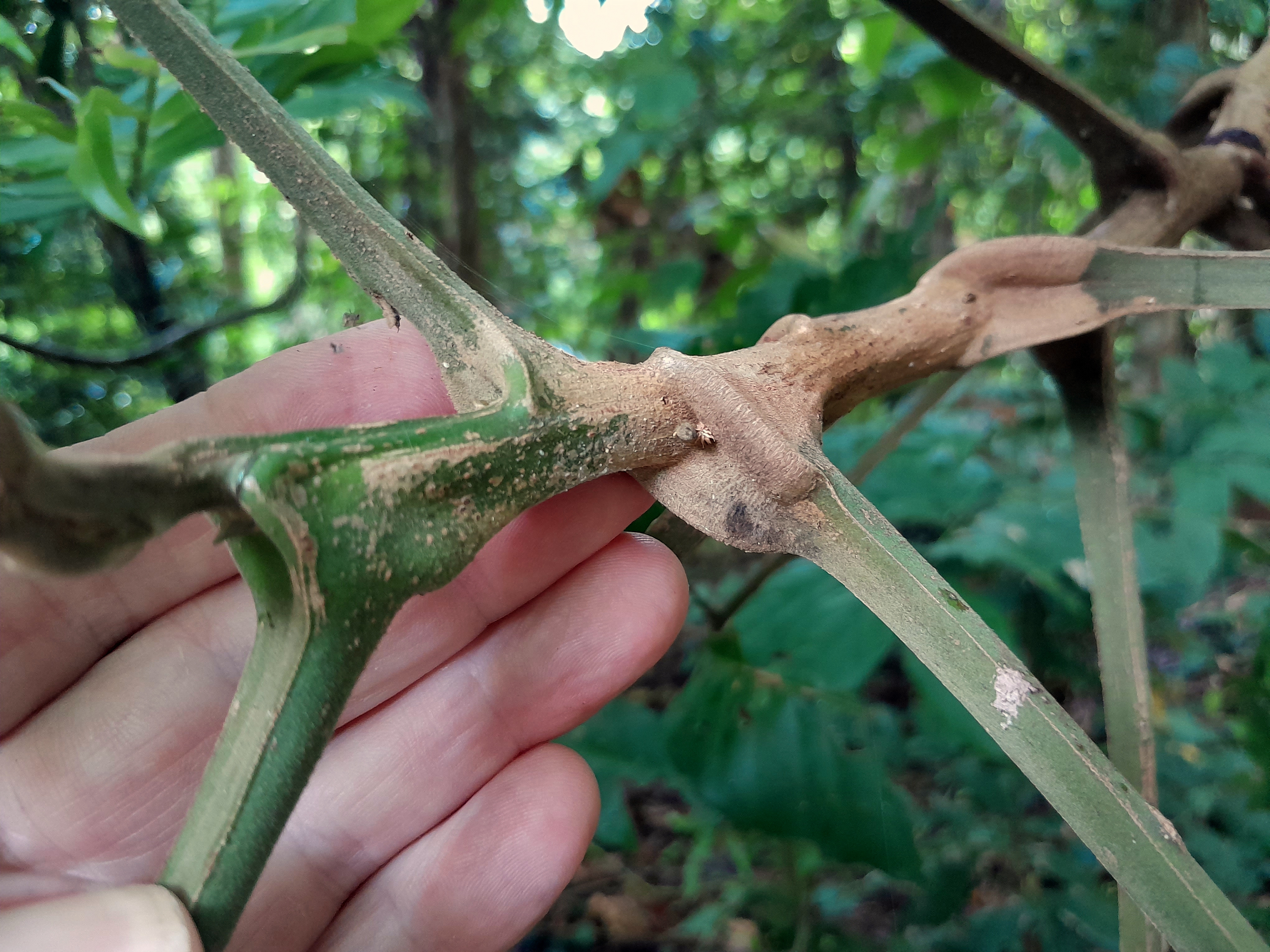
Pecíolos robustos presos ao galho